# 角宮神社
角宮神社（すみのみやじんじゃ）は、京都府長岡京市にある神社である。旧社格は村社。式内名神大社「山城国乙訓郡 乙訓坐大雷神社」の論社である（他の論社は向日神社（向日市）に合祀された「火雷神社」）。

## 祭神
火雷神（ほのいかづちのかみ）を主祭神とし、玉依姫命・建角身命・活目入彦五十狹茅尊・春日神を配祀する。
「乙訓坐火雷神」については『山城国風土記』の賀茂神社縁起で、賀茂建角身命の子の玉依姫命が、火雷神が化身した丹塗矢によって懐妊し、賀茂別雷命が生まれたと記されている。賀茂建角身命と玉依姫命は下鴨神社の、賀茂別雷命は上賀茂神社の祭神である。

## 歴史
国史の初見は『続日本紀』大宝2年（702年）7月8日条で、その後も祈雨の神としてたびたび朝廷からの奉幣があった。
承久3年（1221年）の承久の乱で焼失し、長らく復興されないままになっていた。文明16年（1484年）、現在地に再興され、井ノ内の産土神とされた。明治6年（1873年）に村社に列格した。